# Стайлз, Джулия
Джу́лия О’Ха́ра Стайлз (англ. Julia O'Hara Stiles; 28 марта 1981, Нью-Йорк, США) — американская актриса театра, кино и телевидения, кинорежиссёр, сценаристка.

## Биография
Джулия Стайлз родилась в Нью-Йорке и была старшей из троих детей в семье учителя начальных классов Джона О’Хары и свободной нью-йоркской художницы Джудит Стайлз. От родителей Стайлз унаследовала ирландские, итальянские и английские корни. Сестру и брата Джулии зовут Джейн и Джонни. Девочка с самых ранних лет занималась современными танцами, что в определённой мере способствовало её интересу к Шекспиру и современному театру. Уже в 11 лет Джулия дебютировала на театральной сцене в составе экспериментальной труппы La MaMa Theatre. В 2005 году окончила Колумбийский университет со степенью по английской литературе.
Джулия участвовала в целом ряде театральных постановок и снялась в нескольких рекламных роликах, прежде чем испробовать свои силы в кинематографе. Её первый шаг нельзя было назвать удачным: до последнего момента Стайлз считалась главной конкуренткой Кирстен Данст на роль Клодии в фильме «Интервью с вампиром», однако проиграла эту «схватку».
В начале 2000-х годов актриса появляется в фильмах «Только ты и я», «Жизнь за кадром», «За мной последний танец», «Идентификация Борна». В 2003—2004 годах снялась в лентах «Мальчишник», «Каролина», «Улыбка Моны Лизы», «Принц и я», «Превосходство Борна».
В 2010 году Джулия Стайлз сыграла роль Люмен Пирс в пятом сезоне популярного телесериала «Декстер».
В 2012 году на экраны вышли пять картин с участием Джулии, среди которых «Это — катастрофа» и «Мой парень — псих».
С 2012 по 2014 годы Стайлз снималась в веб-сериале под названием «Блю». Джулия играла мать-одиночку, воспитывающую 13-летнего сына, которая днём работает в офисе, а ночью — «девушкой по вызову», чтобы свести концы с концами и дать сыну всё необходимое. За свою работу в «Блю», она удостоилась двух наград IAWTV Awards в 2013 и 2014 годах.
3 января 2016 года она объявила о своей помолвке с помощником оператора Престоном Джей Куком, с которым она работала в 2015 году в фильме «Идём со мной». В сентябре 2017 года они поженились. 20 октября 2017 года родился сын Страммер Ньюкомб Кук. В январе 2022 года у пары родился второй сын Арло.

## Фильмография
Актёрские работы
| Год       |     | Русское название           | Оригинальное название      | Роль                     |
| --------- | --- | -------------------------- | -------------------------- | ------------------------ |
| 1993—1994 | с   | Ghostwriter                | Ghostwriter                | Эрика                    |
| 1996      | ф   | Люблю тебя, не люблю тебя  | I Love You, I Love You Not | подруга Наны             |
| 1996      | с   | Земля обетованная          | Promised Land              | Меган Уолкер             |
| 1997      | с   | Надежда Чикаго             | Chicago Hope               | Кори Сависки             |
| 1997      | ф   | Собственность дьявола      | The Devil's Own            | Бриджет О’Мейра          |
| 1997      | тф  | Разбитые сердца            | Before Women Had Wings     | Фиби Джексон             |
| 1998      | ф   | Грех                       | Wicked                     | Элли Кристиансон         |
| 1998      | ф   | Пробуждение                | Wide Awake                 | Нина Бил                 |
| 1999      | тф  | Шестидесятые               | The '60s                   | Кэти                     |
| 1999      | ф   | 10 причин моей ненависти   | 10 Things I Hate About You | Катарина Стрэтфорд       |
| 2000      | ф   | Только ты и я              | Down to You                | Эмоджен                  |
| 2000      | ф   | Гамлет                     | Hamlet                     | Офелия                   |
| 2000      | ф   | Жизнь за кадром            | State and Main             | Карла                    |
| 2001      | ф   | За мной последний танец    | Save the Last Dance        | Сара Джонсон             |
| 2001      | ф   | Бизнес незнакомцев         | The Business of Strangers  | Пола Мёрфи               |
| 2001      | с   | Saturday Night Live        | Saturday Night Live        | Дженна Буш               |
| 2001      | ф   | О                          | O                          | Дези Брэбл               |
| 2002      | ф   | Идентификация Борна        | The Bourne Identity        | Николетт Парсонс         |
| 2003      | ф   | Мальчишник                 | A Guy Thing                | Беки Джексон             |
| 2003      | ф   | Каролина                   | Carolina                   | Каролина Мирабо          |
| 2003      | ф   | Улыбка Моны Лизы           | Mona Lisa Smile            | Джоан Бэдуин             |
| 2004      | ф   | Принц и я                  | The Prince & Me            | Пэйдж Морган             |
| 2004      | ф   | Превосходство Борна        | The Bourne Supremacy       | Николет Парсонс          |
| 2005      | ф   | Эдмонд                     | Edmond                     | Гленна                   |
| 2005      | ф   | Прогулка на небеса         | A Little Trip to Heaven    | Изольда Макбрайд         |
| 2006      | ф   | Омен                       | The Omen                   | Кэтрин Торн              |
| 2007      | ф   | Ультиматум Борна           | The Bourne Ultimatum       | Ники Парсонс             |
| 2007      | кор | В бреду                    | Raving                     | снималась                |
| 2008      | ф   | Госпел Хилл                | Gospel Hill                | Рози                     |
| 2009      | ф   | Крик совы                  | The Cry of the Owl         | Джени Тиролф             |
| 2009      | ф   | Прохождение                | Passage                    | Элла                     |
| 2010      | с   | Декстер                    | Dexter                     | Люмен Пирс               |
| 2012      | ф   | Между нами                 | Between Us                 | Грейс                    |
| 2012      | ф   | Это — катастрофа           | It's a Disaster            | Трейси Скотт             |
| 2012      | ф   | Под стеклянным колпаком    | The Bell Jar               | Эстер Гринвуд            |
| 2012      | ф   | Мой парень — псих          | Silver Linings Playbook    | Вероника                 |
| 2012—2014 | с   | Блю                        | Blue                       | Блю                      |
| 2013      | ф   | Замкнутая цепь             | Closed Circuit             | Джоанна Рис              |
| 2014      | ф   | Из темноты                 | Out of the Dark            | Сара Гарриман            |
| 2014—2015 | с   | Проект Минди               | The Mindy Project          | Джессика Либерштейн      |
| 2015      | ф   | Великолепная Гилли Хопкинс | The Great Gilly Hopkins    | Кортни Резерфорд Хопкинс |
| 2015      | ф   | Идём со мной               | Blackway                   | Лилиан                   |
| 2016      | ф   | Хуже, чем ложь             | Beyond Deceit              | Джейн Клементе           |
| 2016      | ф   | Джейсон Борн               | Jason Bourne               | Ники Парсонс             |
| 2019      | ф   | Стриптизёрши               | Hustlers                   | Элизабет                 |
| 2022      | ф   | Дитя тьмы: Первая жертва   | Orphan: First Kill         | Триша Олбрайт            |

Режиссёрские работы
- 2007 — В бреду / Raving

Сценарные работы
- 2007 — В бреду / Raving

## Награды и номинации
| Награды и номинации                 | Награды и номинации | Награды и номинации                                                       | Награды и номинации          | Награды и номинации |
| Награда                             | Год                 | Категория                                                                 | Фильм                        | Итог                |
| ----------------------------------- | ------------------- | ------------------------------------------------------------------------- | ---------------------------- | ------------------- |
| Ассоциация кинокритиков Чикаго      | 2000                | Самая многообещающая актриса                                              | 10 причин моей ненависти     | Награда             |
| Эмми                                | 2011                | Лучшая приглашённая актриса драматического сериала                        | Декстер                      | Номинация           |
| Florida Film Critics Circle         | 2001                | Лучший актёрский состав                                                   | Жизнь за кадром              | Награда             |
| Золотой глобус                      | 2011                | Лучшая женская роль второго плана — мини-сериал, телесериал или телефильм | Декстер                      | Номинация           |
| Кинофестиваль в Карловых Варах      | 1998                | Лучшая актриса                                                            | Грех                         | Награда             |
| MTV Movie Awards                    | 2000                | Прорыв (актриса)                                                          | 10 причин моей ненависти     | Награда             |
| MTV Movie Awards                    | 2001                | Лучшая женская роль                                                       | За мной последний танец      | Номинация           |
| MTV Movie Awards                    | 2001                | Лучший поцелуй                                                            | За мной последний танец      | Награда             |
| Monte-Carlo Television Festival     | 2011                | Лучшая актриса второго плана — драматический сериал                       | Декстер                      | Номинация           |
| Национальный совет кинокритиков США | 2000                | Лучший актёрский ансамбль                                                 | Жизнь за кадром              | Награда             |
| Online Film Critics Society         | 2001                | Лучший актёрский ансамбль                                                 | Жизнь за кадром              | Награда             |
| Спутниковая награда                 | 2002                | Лучшая актриса второго плана (драма)                                      | Бизнес незнакомцев           | Номинация           |
| Премия Гильдии киноактёров США      | 2011                | Лучший актёрский состав в драматическом сериале                           | Декстер                      | Номинация           |
| Teen Choice Awards                  | 1999                | Самая сексуальная любовная сцена                                          | 10 причин моей ненависти     | Номинация           |
| Teen Choice Awards                  | 1999                | Прорыв (актриса)                                                          | 10 причин моей ненависти     | Номинация           |
| Teen Choice Awards                  | 2000                | Выбор: Лучшая актриса                                                     | Только ты и я                | Номинация           |
| Teen Choice Awards                  | 2000                | Choice Movie: Chemistry                                                   | Только ты и я                | Номинация           |
| Teen Choice Awards                  | 2001                | Выбор: Лучшая актриса                                                     | За мной последний танец      | Награда             |
| Teen Choice Awards                  | 2001                | Выбор: Лучшая драка                                                       | За мной последний танец      | Награда             |
| Teen Choice Awards                  | 2004                | Выбор: Лучшая актриса — драма / боевик                                    | Принц и я и Улыбка Моны Лизы | Номинация           |
| Teen Choice Awards                  | 2006                | Выбор: Лучший крик                                                        | Омен                         | Номинация           |
| YoungStar Awards                    | 1999                | Лучшая молодая актриса в кинокомедии                                      | 10 причин моей ненависти     | Номинация           |